# Regla de los 18 electrones
En química de coordinación, la regla de los 18 electrones es una aproximación usada principalmente en química de metales de transición para caracterizar y predecir la estabilidad de los complejos metálicos. La regla se basa en el hecho de que las capas de valencia de un metal de transición pueden acomodar 18 electrones: 2 en cada uno de los cinco orbitales d (10 en total); 2 en cada uno de los tres orbitales p (6 en total); y 2 en el orbital s. Desde luego, en la práctica, estos orbitales no pueden aceptar los electrones directamente, de ser el caso se encontrarían iones tales como Fe10− y Pt8−. Sin embargo, la combinación de estos orbitales atómicos con los orbitales de los ligandos da origen a nueve orbitales moleculares que pueden ser enlazantes o no enlazantes metal-ligando (También hay algunos orbitales no enlazantes de mayor energía). El llenado completo de estos nueve orbitales de menor energía con electrones, sean electrones originados en el metal o de cualquiera de los ligandos, es la base de la regla de los 18 electrones. Cuando el metal tiene 18 electrones, ha alcanzado la misma configuración electrónica del gas noble al final del período.
La regla fue propuesta por primera vez por el químico estadounidense Irving Langmuir en 1921. La regla y sus excepciones son similares a la aplicación de la regla del octeto a los elementos del grupo principal, y no es útil para complejos de elementos que no sean metales de transición.
Como la regla es esencialmente el resultado del llenado de los orbitales de valencia de un metal por electrones procedentes de los enlaces covalentes entre el metal y los ligandos, los metales que muestran una química principalmente iónica no la obedecen. Esto incluye a los elementos del bloque s, a los lantánidos y los actínidos, a los elementos del grupo p y a los elementos de transición del grupo 12 (Zn, Cd y Hg). 

## Aplicación de la regla de los 18 electrones
Muchos complejos metálicos no satisfacen la regla de los 18 electrones. Sin embargo, ésta es especialmente útil para complejos organometálicos de las tríadas del cromo, manganeso, hierro y cobalto, y se aplica a compuestos tales como el ferroceno, pentacarbonilhierro, hexacarbonilcromo y tetracarbonilníquel. En compuestos tales como los mencionados, los nueve orbitales moleculares enlazantes son todos bajos en energía. Dado que el poner electrones en ellos es un proceso favorable, y como cada orbital puede tener dos electrones, la máxima estabilidad se alcanza cuando hay un total de 18 electrones en estos orbitales - esto incluye tanto a los electrones que provienen del metal, como a aquellos que le son donados desde los ligandos. Esta es la base de la regla de los 18 electrones. Esta estabilidad es tal que gran parte de la química de dichos elementos está guiada por la necesidad del metal de retener o alcanzar los 18 electrones.
Los ligandos en un complejo juegan un rol importante en determinar si obedece o no la regla de los 18 electrones. Generalmente, los complejos que obedecen la regla tienen ligandos que son π-ácidos. Este tipo de ligando típicamente ejerce un campo ligando muy fuerte, lo que ocasiona que los orbitales moleculares resultantes sean de muy baja energía, y hace fácil que sean llenados. Tales ligandos típicamente incluyen a las olefinas, fosfinas y carbonilos. Los metales forman los mejores complejos con π-ácidos cuando están en un estado de oxidación bajo (porque hay un buen solapamiento o traslape de los orbitales del metal y el ligando, y el metal puede retrodonar los electrones al ligando de un modo sinérgico), así que los complejos que obedecen la regla de los 18 electrones generalmente también tienen un bajo estado de oxidación.
Esto no significa que todos los complejos con un metal en estado de oxidación bajo y ligandos π-ácidos tengan 18 electrones. Asimismo, tampoco quiere decir que si un metal presenta en un estado de oxidación alto o no tiene ligandos acídicos π no pueda tener 18 electrones.
Los compuestos que obedecen la regla de los 18 electrones son típicamente "inertes al intercambio", tales como [Co (NH3)5Cl]2+ y [Fe (CN)6]4-.
Es imprescindible, por tanto, contar de forma adecuada el número de electrones que aportan los ligandos, y el número de electrones que aporta el catión central.

### Número de electrones que aportan los principales ligandos
En la siguiente tabla se recogen la mayoría de los principales ligandos organometálicos con el número de electrones que aportan, según la carga que tengan (dependiendo de si forman el complejo sin ionizar o una vez ha sido ionizado el ligando):
| Neutro | Positivo | Negativo | Ligando (L)                             |
| ------ | -------- | -------- | --------------------------------------- |
| 1      | 0        | 2        | Alquilo, arilo, hidruro, halogenuro (X) |
| 2      | -        | -        | Etileno, monoolefina, CO, fosfinas      |
| 3      | 2        | 4        | π-alilo, enilo, ciclopropenilo, NO      |
| 4      | -        | -        | Diolefinas                              |
| 4      | -        | 6        | Ciclobutadieno (C4H4 o C4H42-)          |
| 5      | -        | 6        | Ciclopentadienilo, dienilos             |
| 6      | -        | -        | Areno, triolefinas                      |
| 7      | 6        | -        | Tropilio (C7H7+)                        |
| 8      | -        | 10       | Ciclooctatetraeno (C8H8 o C8H82-)       |

### Número de electrones que aporta el metal central

Estructura química del ferroceno

Los electrones aportados por el catión central son muy sencillos de calcular, teniendo en cuenta el tipo de ruptura que se hace. Así, en el ferroceno, [Fe(Cp)2]:
- Si se considera ruptura homolítica, el hierro es Fe0, que es un d8, por lo que aporta 8 electrones. El ciclopentadieno (Cp) sería neutro (el complejo no tiene carga neta), por lo que aportaría 5 electrones cada uno: 8+5+5=18.
- Si se considera ruptura heterolítica, el hierro es un FeII, que es un d6, por lo que aporta 6 electrones. El ciclopentadieno sería el anión ciclopentadienuro (carga negativa para compensar la carga positiva del hierro), por lo que aportaría 6 electrones cada uno: 6+6+6=18.

En ambos casos la suma total es 18 electrones, cumpliendo así con la regla de 18 electrones.

## Principales excepciones

### Complejos de metales 3d con ligandos σ-dadores
La separación energética (Δ) de los metales 3d es relativamente pequeña, de tal manera que al complejarlos con ligandos π-dadores o σ-dadores (aparecen al principio de la serie espectroquímica) con pequeñas interacciones con los orbitales metálicos, conducen a un campo de ligando (Δ) débil que aumenta las energías de los orbitales t2g. Estos orbitales moleculares se convierten en orbitales sin unión o con poca unión (Δoct pequeño). Así pues, la eliminación o adición de electrones tiene poco efecto sobre la estabilidad del complejo metálico. En este caso, no hay restricción en el número de electrones d y son posibles complejos con 12–22 electrones. El Δoct pequeño hace posible el llenado del orbital eg* (>18e-) y los ligandos Π-dadores pueden convertir el orbital t2g en antienlazante (<18 e−). Por ejemplo: [TiF6]2− (Ti (IV), d0, 12 e−), [Co(NH3)6]3+ (Co (III), d6, 18 e−), [Cu(OH2)6]2+ (Cu (II), d9, 21 e−).
En términos de iones metálicos, Δoct aumenta tanto en un grupo como a medida que aumenta el número de oxidación. Los campos de ligando fuertes conducen a complejos de bajo spin que causan algunas excepciones a la regla de los 18 electrones.

### Complejos de 16 electrones
Una clase importante de complejos que violan la regla de los 18e son los complejos de 16 electrones con configuraciones de metal d8. Todos los iones metálicos d8 de alto spin son octaédricos (o tetraédricos), pero los iones metálicos d8 de bajo spin son todos plano-cuadrados. Ejemplos importantes de iones metálicos d8 de bajo spin plano-cuadrados son: Rh(I), Ir(I), Ni(II), Pd(II), Pt(II) y Au (III). En la imagen de abajo se muestra la separación de los orbitales d en complejos plano-cuadrados de spin bajo en comparación con los tetraédricos. Los ejemplos son especialmente frecuentes para los derivados de las tríadas de cobalto y níquel. Tales compuestos son típicamente plano-cuadrados. El ejemplo más famoso es el complejo de Vaska (IrCl(CO)(PPh3)2), [PtCl4]2− y la sal de Zeise [PtCl3(η2-C2H4)]-. En tales complejos, el orbital dz2 está doblemente ocupado y no se une.
Muchos ciclos catalíticos operan a través de complejos que alternan entre configuraciones de 18 electrones y plano-cuadrados de 16 electrones. Los ejemplos incluyen: síntesis de ácido acético de Monsanto, hidrogenaciones, hidroformilaciones, isomerizaciones de olefinas y algunas polimerizaciones de alquenos.

### Complejos de 14 electrones
Cuando el metal de transición se acerca al final de la serie, es frecuente que no se alcance a llenar los 18e-. Los complejos de 14 electrones son característicos de los metales de transición d10. Los ejemplos más importantes son: Cu(I), Ag(I), Au(I) y Hg(II), entre los que destacan los complejos de 14e lineales (índice de coordinación=2) siguientes:
- [M(NH3)2]+, donde M=Cu, Ag.
- [M(CN)2]-, donde M=Ag, Au.
- [MCl2]-, donde M=Cu, Ag, Au.
- Hg(CN)2.
- R3PAuCl

### Ligandos voluminosos
Los ligandos voluminosos pueden impedir la aproximación/enlace de otros ligandos para completar el llenado de la capa de 18 electrones. Ejemplos:
- Ti(neopentil)4 (8 e−)
- Cp*2Ti(C2H4) (16 e−)
- V(CO)6 (17 e−)
- Cp*Cr(CO)3 (17 e−)
- Pt(PtBu3)2 (14 e−)
- Co(norbornil)4 (13 e−)
- [FeCp2]+ (17 e−)

A veces, tales complejos participan en interacciones agósticas con la estructura hidrocarbonada del ligando voluminoso. Por ejemplo: 
- W(CO)3[P(C6H11)3]2 tiene 16 e− pero tiene una interacción corta entre un enlace C–H y el centro metálico W.
- Cp(PMe3)V(CHCMe3) (14 e−, diamagnético) tiene una interacción corta entre el enlace V–H y el 'alkilideno-H', así la descripción de este compuesto se encuentra en un lugar intermedio entre Cp(PMe3)V(CHCMe3) y Cp(PMe3)V(H)(CCMe3).

### Complejos de alto spin
Los complejos metálicos de alto spin tienen los orbitales moleculares ocupados individualmente y pueden no tener orbitales vacíos en los que los ligandos puedan donar densidad electrónica. En general, hay pocos o ningún ligando π-ácido en el complejo. Estos orbitales ocupados individualmente pueden combinarse con los orbitales ocupados individualmente de ligandos radicales (por ejemplo, oxígeno), o la adición de un ligando de campo fuerte puede causar emparejamiento de electrones, creando así un orbital vacante en el que puede donar. Ejemplos:
- CrCl3(THF)3 (15 e−)
- [Mn(H2O)6]2+ (17 e−)
- [Cu(H2O)6]2+ (21 e−, ver comentarios abajo)

Los complejos que contienen ligandos fuertemente π-dadores suelen incumplir frecuentemente la regla de los 18-electrones.  Estos ligandos incluyen: fluoruro (F−), óxido (O2−), nitruro (N3−), alcóxidos (RO−), e imidas (RN2−). Ejemplos:
- [CrO4]2− (16 e−)
- Mo(=NR)2Cl2 (12 e−)

En el último caso, hay una donación sustancial de los pares de electrones solitarios del nitrógeno al Mo (por lo que el compuesto también podría describirse como un compuesto de 16 e−).  Esto se puede ver por la larga longitud de enlace Mo–N, y por el ángulo de enlace Mo–N–C(R), que es casi de 180°.
Contraejemplos: 
- trans-WO2(Me2PCH2CH2PMe2)2 (18 e−)
- Cp*ReO3 (18 e−)

En estos casos, los enlaces M=O son dobles enlaces "puros" (es decir, no se donan los pares solitarios de oxígeno al metal), como se refleja en las distancias de enlace relativamente cortas.

### Complejos de más de 18 electrones
Algunos complejos tienen más de 18 electrones. Ejemplos:
- Cobaltoceno: 19 e-.
- Niqueloceno: 20 e-.
- El ion hexaacuocobre(II) [Cu(H2O)6]2+: 21 e-.
- M(CO)8− (M = Sc, Y, La): 20 e−.

A menudo, los casos en los que los complejos tienen más de 18 electrones de valencia se atribuyen a fuerzas electrostáticas: el metal atrae ligandos hacia sí para tratar de contrarrestar su carga positiva, y la cantidad de electrones con los que termina no es importante. En el caso de los metalocenos, la naturaleza quelante del ligando ciclopentadienilo estabiliza su unión al metal. Algo satisfactorio son las dos observaciones siguientes: el cobaltoceno es un fuerte dador de electrones, que forma fácilmente el catión de cobaltocenio de 18 electrones; y el niqueloceno tiende a reaccionar con sustratos para dar complejos de 18 electrones, como el CpNiCl(PR3) y CpH libre.
En el caso del niqueloceno, los dos electrones adicionales se encuentran en orbitales que son débilmente antienlazantes; es por eso que a menudo participa en reacciones en las que los enlaces M-C se rompen y el recuento de electrones del metal cambia a 18.
Los sistemas de 20 electrones M(CO)8− (M = Sc, Y, La) tienen una geometría de equilibrio cúbico (Oh) y un estado fundamental electrónico singlete (1A1g). Hay un orbital molecular de valencia ocupado con simetría a2u, que está formado solo por orbitales de ligando sin una contribución de los orbitales atómicos del metal. Así pues, los aductos  M(CO)8− (M = Sc, Y, La) cumplen la regla de los 18 electrones cuando se consideran solo los electrones de valencia, que ocupan los orbitales de unión metal-ligando.